# Carme Guàrdia Amer
Carme Guàrdia Amer (Palma, 12 de manç de 1923 - Palma, 2007) fou una nedadora mallorquina. Filla d'Ernest Guàrdia Llaurador i Carme Amer Esteve. Els seus germans majors, Andreu i Robert Guàrdia, també eren nedadors. Carme Guàrdia començà a competir per al Club de Regates i, posteriorment, passà al Club Natació Palma. El 1934 participà amb tan sols 11 anys en el campionat de Balears i acabà imposant-se en les disciplines de 100, 200 i 400 metrres braça. També guanyà la travessada del port de Palma (1934-1935).
El seu palmarès inclou haver estat campiona de Balears (1934-1935; 1940-1941) i campiona d'Espanya (1940-1941) en les proves de 100 i 200 metres braça. La seva marca de 3:15' 6 minuts fou rècord d'Espanya durant 22 anys, fins al 1967. El primer campionat nacional l'aconseguí a la ciutat de Vigo (1940) i el segon campionat (1941) l'aconseguí a Palma, en una competició realitzada al Club Natació Palma, envoltada de molta expectació on Guàrdia hi revalidà el títol nacional i encara millorà les seves marques personals. Així, Guàrdia es va convertí en la primera dona mallorquina en guanyar un campionat d'Espanya.
Finalment, va abandonar la competició l'any 1946. El 1996 el Govern de les Illes Balears li atorgà el Premi Cornelius Aticus, principal guardó al mèrit esportiu.